# Eremopeza cinerascens
Eremopeza cinerascens är en insektsart som först beskrevs av Carl Stål 1875.  Eremopeza cinerascens ingår i släktet Eremopeza och familjen Pamphagidae.

## Underarter
Arten delas in i följande underarter:
- E. c. cinerascens
- E. c. aurantipes
- E. c. virescens